# Хойтобэе
Хойтобэе́ (бур. Хойто Бэе — «северная сторона») — улус в Иволгинском районе Бурятии. Входит в сельское поселение «Нижнеиволгинское».

## География
Расположен в 2 км к северу от центра сельского поселения, села Нижняя Иволга, на левом берегу реки Иволги, в 1 км к югу от международного аэропорта «Байкал», непосредственно гранича на востоке с микрорайонами города Улан-Удэ — Сокол и Аэропорт.

## История
Улус образован в 1930-х годах с созданием колхоза «Коминтерн». Назван Хойто-Бэе (Хойто — «северный», Бэе — буквально — «тело», здесь — «сторона, бок»), так как находится на северной левобережной стороне долины Иволги, в отличие от южного улуса Урда-Бэе, нынешнего села Нижняя Иволга.

## Население
| 2002 | 2010  | 2021  |
| ---- | ----- | ----- |
| 1165 | ↗2754 | ↗5369 |

Численность населения имеет тенденцию к росту, так как селение расширяется в западном и южном направлении по левому берегу Иволги.

## Инфраструктура
Средняя общеобразовательная школа (построена в 2020 году), Дом культуры, библиотека, врачебная амбулатория.